# Sacro Monte

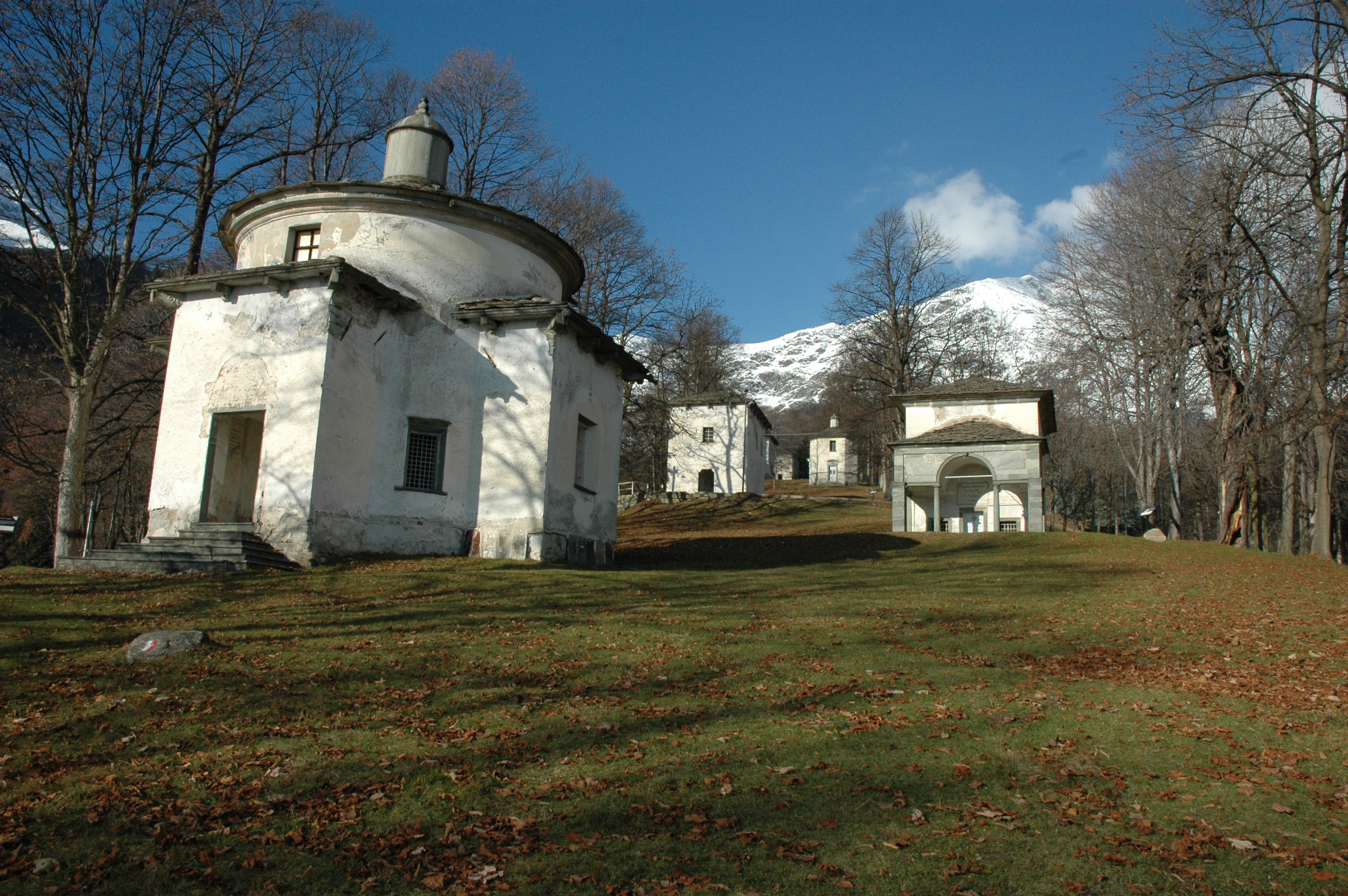
Veduta del complesso del Sacro Monte di Oropa

Con il termine Sacro Monte, pur non essendovi una definizione univoca, si intende solitamente un complesso a carattere religioso connotato da:
- lo snodarsi di un percorso devozionale lungo le pendici di un'altura, in un ambiente naturale isolato e di rilevante interesse paesaggistico;
- la presenza di strutture (aventi una qualche monumentalità) come chiese, cappelle al cui interno si illustrano, con forme suggestive di espressività artistica (sculture, dipinti, ecc.), le scene connotanti in modo evocativo il percorso devozionale;
- una tradizione secolare di pellegrinaggi e di testimonianze di fede.

I criteri indicati si ritrovano implicitamente anche nella seguente definizione:
(Amilcare Barbero,
ATLAS, Convegno Internazionale "Religioni e Sacri Monti"; Supplemento n.2 al n.137 di Piemonte Parchi - giugno/luglio 2004)

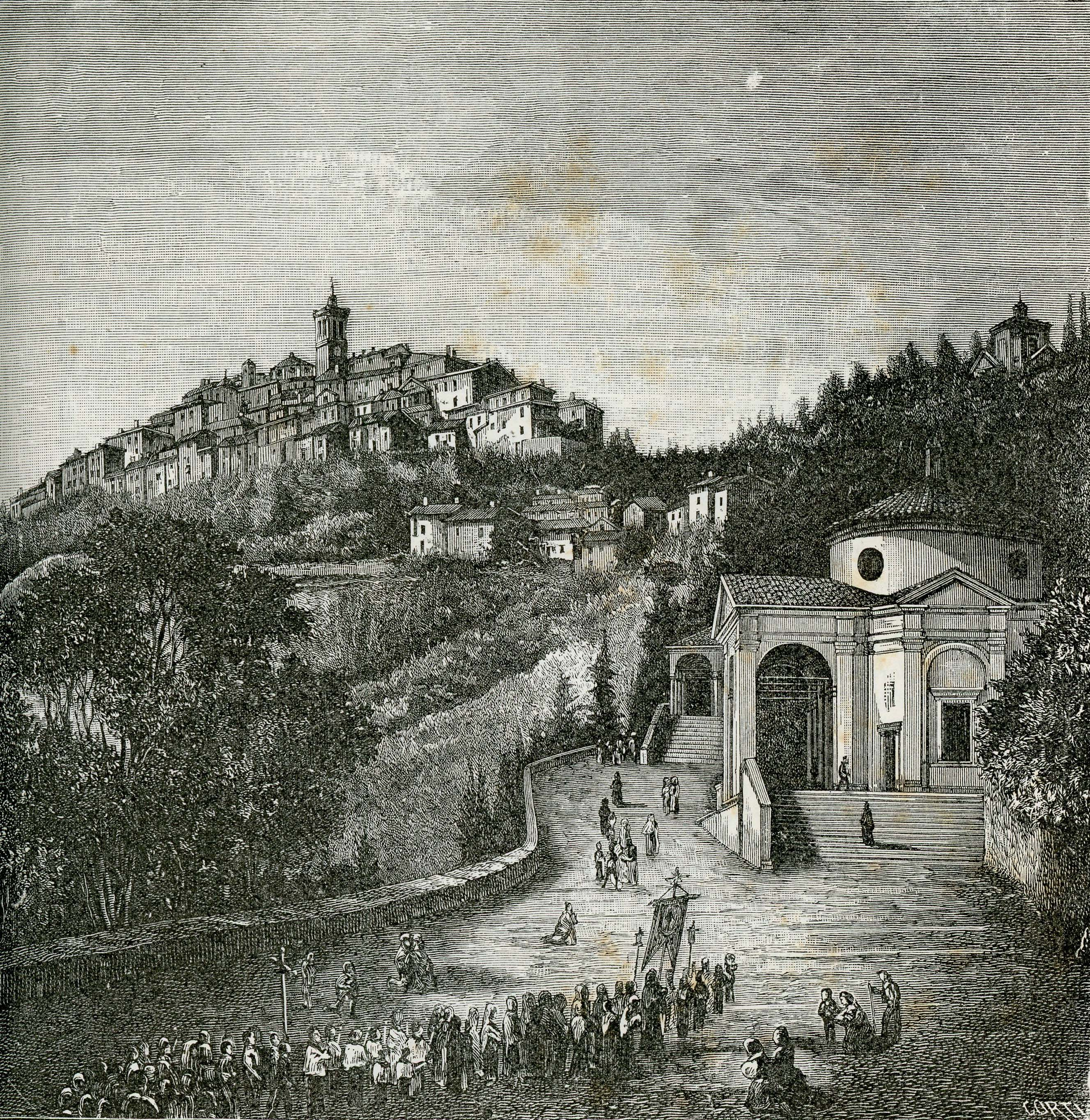
Processione al Sacro Monte di Varese, da La patria, geografia dell'Italia

## Storia
Lo scopo dei Sacri Monti, che si cominciarono a costruire in Italia a partire dalla fine del Quattrocento, fu all'inizio quello di offrire ai pellegrini un'alternativa più sicura rispetto ai viaggi in Terra santa; poi divenne quello di offrire ai fedeli un percorso di meditazione e di preghiera che si snodasse attraverso la rappresentazione per immagini della Vita e della Passione di Gesù; altre volte il percorso devozionale è dedicato alla Vergine ed ai "misteri" del Rosario, oppure alla Trinità, ed anche alla vita di alcuni Santi particolarmente venerati (segnatamente a san Francesco d'Assisi, oppure a san Carlo Borromeo).

Alle cappelle si aggiungono solitamente chiese e santuari capaci di ospitare i pellegrini.
Lo storico Franco Cardini scrive: "L'idea del complesso di memoriae non era del tutto nuova. I complessi devozionali collegati alla teatralizzazione della Passione sono strettamente legati alla devotio moderna fiammingo-borgognona del Tre-Quattrocento e costituiscono una rete che avvolgeva tutta l'Europa, anche se molti di loro andarono distrutti con la Riforma protestante". Lo storico aggiunge che il Sacro Monte prealpino s'inserisce nel quadro di un grande archetipo religioso, quello della "montagna sacra", presente ovunque nelle religioni, "un mitema universale, di cui l'Ararat, l'altura del monte Sion, il Monte Sinai, il Monte Tabor, il Monte Carmelo e soprattutto il Calvario sembrano i testimoni nella tradizione biblico-evangelica".
Oggi molti Sacri Monti, oltre che luoghi di culto, sono considerati luoghi di interesse storico, artistico e naturalistico meritevoli di speciale tutela.
In Europa il numero di Sacri Monti, di Calvari, di Via Crucis e, in genere, di complessi devozionali aventi una qualche tradizione storica e monumentalità è molto elevato: un censimento effettuato nel 2001 ha consentito di individuarne ben 1815, e si tratta di un censimento certamente incompleto.

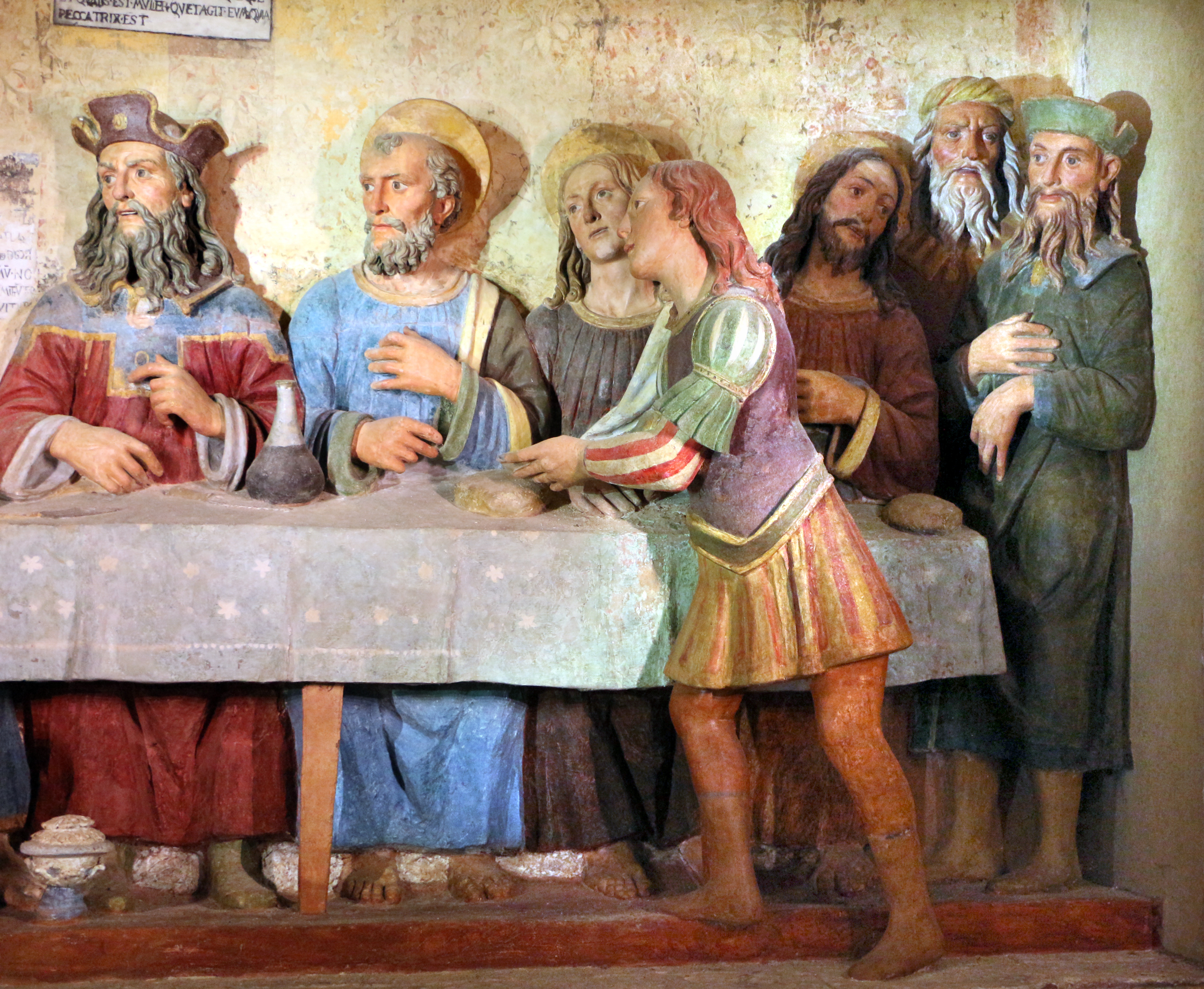
Cappella della casa di Simone fariseo, Sacro Monte di San Vivaldo di Montaione (FI)

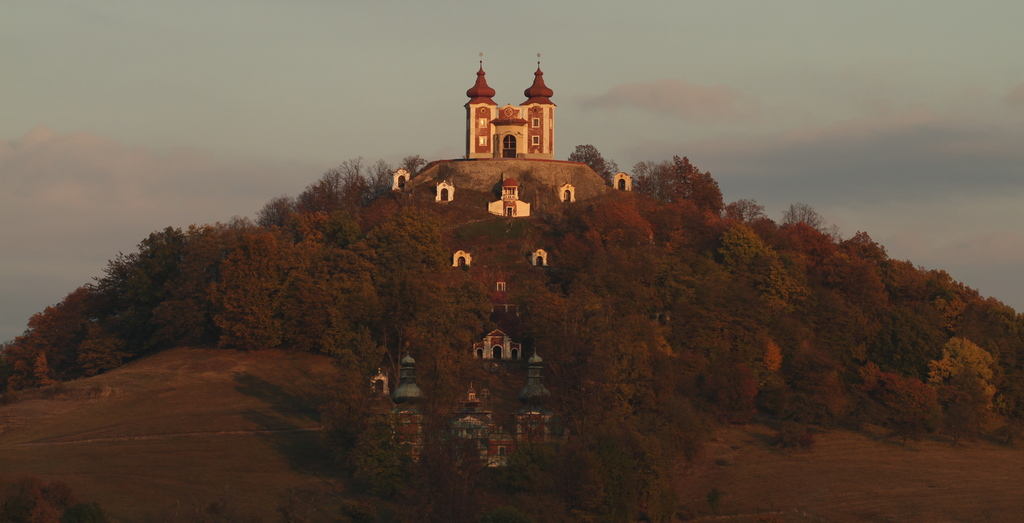
Il Monte calvario di Banská Štiavnica, Slovacchia, dichiarato dall'UNESCO Patrimonio dell'umanità

Molti di tali complessi - per storia, tradizione di fede, opere artistiche presenti, qualità paesaggistiche - sono di straordinario interesse. L'UNESCO nel 1999 ha incluso nella sua lista dei beni appartenenti al Patrimonio dell'Umanità il Kalwaria Zebrzydowska in Polonia. Anche in Italia, esistono in diverse regioni Sacri Monti di grande pregio culturale, storico, artistico e naturalistico. Ricordiamo ad esempio il Sacro Monte di San Vivaldo di Montaione in Toscana oppure quello delle Sette Chiesette di Monselice in Veneto. Anche il Santuario della Madonna di San Luca a Bologna presenta molte connotazioni tipiche di un Sacro Monte; rilevante inoltre il Santuario della Madonna Nera del Sacro Monte di Viggiano.
Straordinaria è la presenza, in Piemonte e Lombardia, di Sacri Monti prealpini. Essa si collega per molti versi al ruolo affidato alle opere d'arte di strumento pedagogico capace di coinvolgere emotivamente e spiritualmente i fedeli, secondo una concezione maturata nella Chiesa dopo il Concilio di Trento, che trovò un'infaticabile opera di promozione in San Carlo Borromeo, arcivescovo di Milano, e in alcuni vescovi delle diocesi da lui dipendenti.
L'UNESCO, nel 2003, ha inserito anche un gruppo di nove di tali complessi, denominati Sacri Monti del Piemonte e della Lombardia, nell'elenco dei patrimoni dell'umanità dell'UNESCO.

## Il "sistema" dei Sacri Monti prealpini

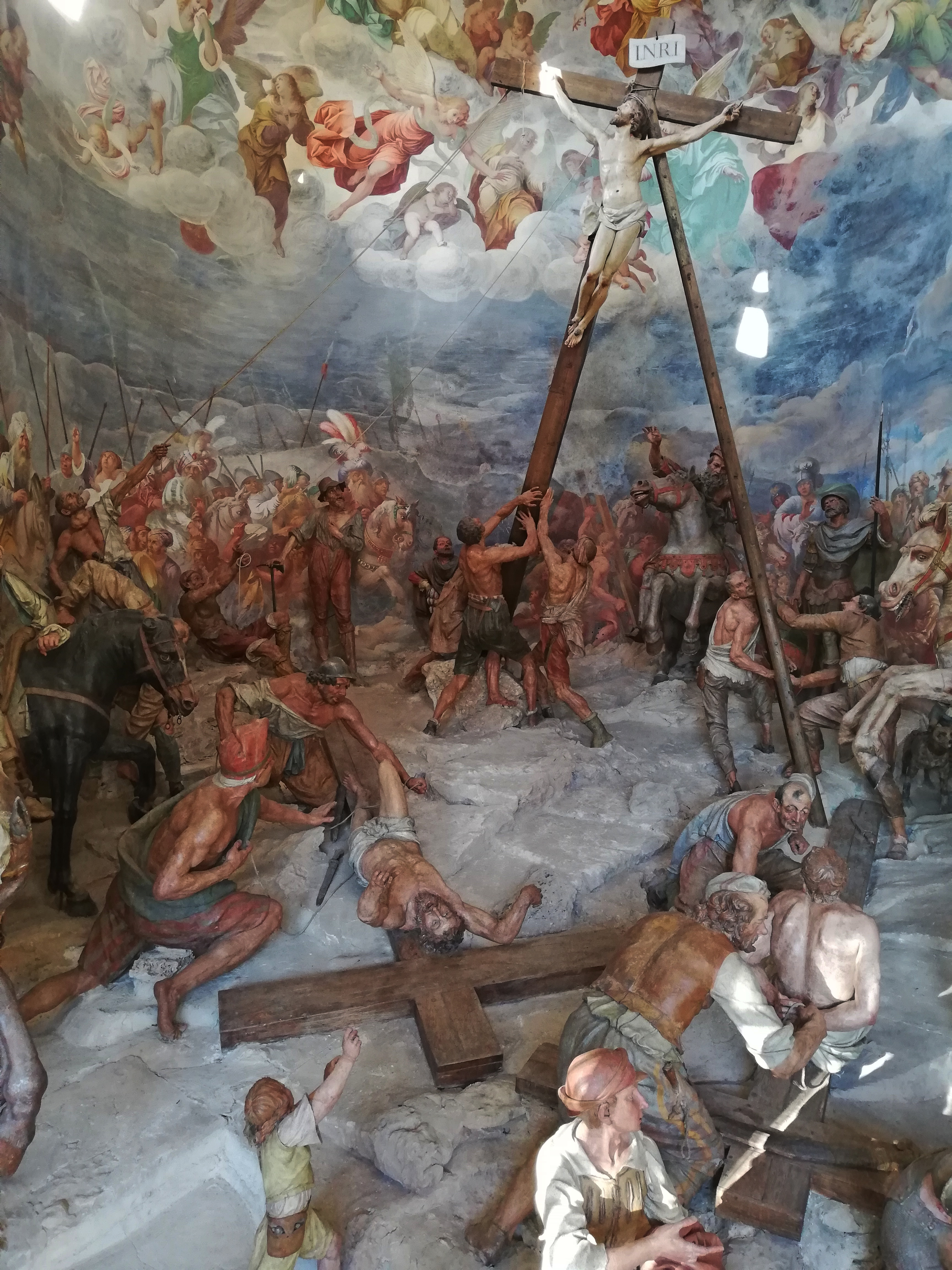
Sacro Monte di Varese, Interno della X Cappella, Crocefissione

I Sacri Monte di Piemonte e Lombardia riconosciuti dall'UNESCO come "Patrimonio dell'Umanità", sono i principali complessi devozionali di questo tipo costruiti in Italia a ridosso dell'arco alpino, ma non esauriscono il loro numero. Ad esempio, entrando in territorio svizzero, a Orselina, nei pressi di Locarno, si incontra il Sacro Monte del Santuario della Madonna del Sasso, nato dallo stesso ceppo di spiritualità francescana che promosse l'edificazione del Sacro Monte di Varallo, e che ha visto attivi importanti artisti di area lombarda.
Con l'espressione "sistema dei Sacri Monti prealpini" s'intende porre l'accento sulla pluralità dei monti consacrati, divenuti luoghi di "pellegrinaggio in terra propria", in sintonia con il fervore controriformista che ha animato l'azione pastorale di San Carlo Borromeo; essi mostrano dunque una comune matrice spirituale e, spesso, non poche affinità artistiche (anche per il formarsi di scultori e pittori che, per così dire, si sono specializzati negli apparati decorativi dei Sacri Monti, prestando la loro opera in cantieri diversi).
Alcuni Sacri Monti - come quello di Arona e di Graglia - nacquero con progetti ambiziosi e si bloccarono poi di fronte alle difficoltà emergenti, concentrando per lo più le risorse sull'edificazione di un santuario, e lasciando che le ingiurie del tempo infierissero sulle cappelle costruite: essi hanno comunque acquisito nel tempo una qualche notorietà religiosa, sono diventate meta di pellegrinaggio e costituiscono, in ogni caso, importanti testimonianze storiche. Gli sviluppi dei Sacri Monti intervenuti tra la seconda metà del XVI e la prima metà del XVII secolo hanno spesso inglobato altre tipologie di complessi devozionali, quali la serie di edicole che compongono la Via Crucis.
Sono stati proposti diversi "atlanti" che classificano i Sacri Monti prealpini 
. 
Il loro censimento diventa tanto più ampio quanto meno severamente si applicano i criteri di riconoscimento di un Sacro Monte citati all'inizio.
Elenchiamo qui di seguito un gruppo ristretto di Sacri Monti prealpini diversi da quelli prescelti dall'UNESCO e che, tuttavia, sono assai prossimi ai criteri di riconoscimento citati all'inizio; ad essi aggiungiamo poi un gruppo più ampio, derivato da una selezione di quelli indicati dagli atlanti disponibili.
.
- Elenco dei principali Sacri Monti diversi da quelli riconosciuti dall'UNESCO come Patrimonio dell'Umanità:
  - Sacro Monte di San Carlo ad Arona (NO);
  - Sacro Monte del Santuario della Beata Vergine di Loreto a Graglia (BI);
  - Sacro Monte del Santuario di San Giovanni Battista d'Andorno a Campiglia Cervo (BI);
  - Sacro Monte del Santuario della Madonna del Sasso presso Locarno (Canton Ticino)
- Elenco allargato di Sacri Monti prealpini
  - Sacro Monte di Somasca a Vercurago (LC);
  - Sacro Monte del Santuario dei Piloni a Montà (CN);
  - Sacro Monte del Santuario della Madonna del Cavallero a Coggiola (BI);
  - Sacro Monte del Santuario di Sant'Anna di Montrigone a Borgosesia (VC);
  - Santuario della Passione a Torricella Verzate (PV);
  - Santuario della Via Crucis a Cerveno (BS);
  - Sacro Monte Addolorato a Brissago (Canton Ticino);
  - Kapellenweg a Saas-Fee (Canton Vallese);
- Sacri Monti fuori dall'area prealpina
  - Sacro Monte di San Vivaldo, San Vivaldo di Montaione (FI), Italia
  - Sacro Monte di Laino Borgo, Santuario delle Cappelle, Laino Borgo (CS), Italia
  - Kalwaria Zebrzydowska, Wadowice, Polonia

## Monti Sacri non cristiani
Monti sacri si ritrovano anche in altre religioni oltre a quella cristiana, con riti e devozioni differenti.
- Montejurra nei Prepirenei in Navarra considerato sacro monte della tradizione dai carlisti che annualmente dal 1939 vi celebrano una messa con la salita collettiva al monte
- Monte del Tempio: sede in origine del Tempio ebraico e successivamente fino alla fine delle crociate di una chiesa e poi dopo la conquista musulmana della Moschea di Al-Aqsa
- Monte Fuji presso Tokyo in Giappone sacro per gli scintoisti
- Sacri monti del Taoismo in Cina